# Temple de Renenutet
El temple de Renenutet (la dea serp protectora dels graners i les collites) fou un temple situat a Medinet Madi, a uns 30 km de Cocodrilòpolis.
Està en un estat acceptable, tot i que queda poc del temple primitiu. Fou dedicat a aquesta dea i a Sobek i Horus. L'estructura de la dinastia XII fou edificada per Amenemhet III i el seu fill Amenemhet IV. Fou restaurat durant la dinastia XIX i fou ampliat en època dels Ptolomeus.
El temple està orientat al sud i té uns murs de pocs metres d'altura amb jeroglífics, i una avinguda d'esfinxs i lleons. A l'est del temple, hi ha uns magatzems i altres dependències. Les cambres interiors de pedra tova són la part més vella i exemple de la construcció monumental de l'Imperi mitjà; té una sala amb columnes que forma el pòrtic que porta al santuari amb tres altars o capelles; la central tenia una estàtua de Renenutet i a cada costat Amenemhet III i el seu fill Amenemhet IV.
El 1995, es va descobrir una porta a la part est i l'excavació ha posat a la llum un segon temple dedicat a Sobek. A la porta, hi havia dos lleons i una esfinx i es van trobar papirs amb documents d'oracles en demòtic, que s'afegiren als ja trobats al lloc el 1930 per Carl Schmidt, que els va datar el 340. Poc després, es va descobrir al nord una nova estructura, amb un viver de cocodrils amb ous en diferents estadis de desenvolupament; també va posar a la llum una ciutat romana i 10 esglésies cristianes dels segles VI i VII.
Probablement, com diu una llegenda popular, la ciutat fou destruïda pels àrabs quan el governador local els va refusar menjar i provisions.